# Abram Solomonovič Gurvič
Abram Solomonovič Gurvič (Baku, 11 febbraio 1897 – Mosca, 18 novembre 1962) è stato un compositore di scacchi sovietico.
Di professione critico letterario e teatrale, era membro dell'Unione degli scrittori dell'URSS («Союз писателей СССР»). Fu nominato Maestro dello sport dell'Unione Sovietica nel 1957, Giudice per la composizione nel 1958 e Arbitro internazionale FIDE per la composizione dall'istituzione del titolo.
Per la raccolta di studi The Soviet Chess Study del 1955, scritta da vari autori, Gurvič scrisse un articolo intitolato "Chess Poetry", nel quale pone l'accento sull'importanza del valore estetico degli studi, condannando tutto ciò che è meccanico, sistematizzato o innaturale. Anche per questo, oltre che per l'eleganza dei suoi studi, è stato chiamato «il poeta».
Compose circa 80 studi, undici dei quali ottennero il primo premio, oltre a una quarantina di premi minori. Raccolse i suoi migliori lavori nel libro Этюды (Studi di scacchi), Mosca, 1961.  
Nel 1962 vinse, assieme ad altri, il 6º campionato sovietico per la composizione di studi. Era uno specialista delle "miniature", cioè studi con al massimo sette pezzi (compresi i pedoni).
Verso la fine degli anni quaranta Gurvič ed altri intellettuali vennero accusati dal regime comunista di essere dei "cosmopoliti senza radici", diventando così bersagli di una campagna diffamatoria contro gli intellettuali non strettamente aderenti alle direttive culturali del regime.

## Uno studio di Abram Gurvič
|   | a | b | c | d | e | f | g | h |   |
| 8 | b8 alfiere del nero · b6 cavallo del bianco · g6 pedone del bianco · h6 re del nero · a3 alfiere del bianco · h3 re del bianco | b8 alfiere del nero · b6 cavallo del bianco · g6 pedone del bianco · h6 re del nero · a3 alfiere del bianco · h3 re del bianco | b8 alfiere del nero · b6 cavallo del bianco · g6 pedone del bianco · h6 re del nero · a3 alfiere del bianco · h3 re del bianco | b8 alfiere del nero · b6 cavallo del bianco · g6 pedone del bianco · h6 re del nero · a3 alfiere del bianco · h3 re del bianco | b8 alfiere del nero · b6 cavallo del bianco · g6 pedone del bianco · h6 re del nero · a3 alfiere del bianco · h3 re del bianco | b8 alfiere del nero · b6 cavallo del bianco · g6 pedone del bianco · h6 re del nero · a3 alfiere del bianco · h3 re del bianco | b8 alfiere del nero · b6 cavallo del bianco · g6 pedone del bianco · h6 re del nero · a3 alfiere del bianco · h3 re del bianco | b8 alfiere del nero · b6 cavallo del bianco · g6 pedone del bianco · h6 re del nero · a3 alfiere del bianco · h3 re del bianco | 8 |
| 7 | b8 alfiere del nero · b6 cavallo del bianco · g6 pedone del bianco · h6 re del nero · a3 alfiere del bianco · h3 re del bianco | b8 alfiere del nero · b6 cavallo del bianco · g6 pedone del bianco · h6 re del nero · a3 alfiere del bianco · h3 re del bianco | b8 alfiere del nero · b6 cavallo del bianco · g6 pedone del bianco · h6 re del nero · a3 alfiere del bianco · h3 re del bianco | b8 alfiere del nero · b6 cavallo del bianco · g6 pedone del bianco · h6 re del nero · a3 alfiere del bianco · h3 re del bianco | b8 alfiere del nero · b6 cavallo del bianco · g6 pedone del bianco · h6 re del nero · a3 alfiere del bianco · h3 re del bianco | b8 alfiere del nero · b6 cavallo del bianco · g6 pedone del bianco · h6 re del nero · a3 alfiere del bianco · h3 re del bianco | b8 alfiere del nero · b6 cavallo del bianco · g6 pedone del bianco · h6 re del nero · a3 alfiere del bianco · h3 re del bianco | b8 alfiere del nero · b6 cavallo del bianco · g6 pedone del bianco · h6 re del nero · a3 alfiere del bianco · h3 re del bianco | 7 |
| 6 | b8 alfiere del nero · b6 cavallo del bianco · g6 pedone del bianco · h6 re del nero · a3 alfiere del bianco · h3 re del bianco | b8 alfiere del nero · b6 cavallo del bianco · g6 pedone del bianco · h6 re del nero · a3 alfiere del bianco · h3 re del bianco | b8 alfiere del nero · b6 cavallo del bianco · g6 pedone del bianco · h6 re del nero · a3 alfiere del bianco · h3 re del bianco | b8 alfiere del nero · b6 cavallo del bianco · g6 pedone del bianco · h6 re del nero · a3 alfiere del bianco · h3 re del bianco | b8 alfiere del nero · b6 cavallo del bianco · g6 pedone del bianco · h6 re del nero · a3 alfiere del bianco · h3 re del bianco | b8 alfiere del nero · b6 cavallo del bianco · g6 pedone del bianco · h6 re del nero · a3 alfiere del bianco · h3 re del bianco | b8 alfiere del nero · b6 cavallo del bianco · g6 pedone del bianco · h6 re del nero · a3 alfiere del bianco · h3 re del bianco | b8 alfiere del nero · b6 cavallo del bianco · g6 pedone del bianco · h6 re del nero · a3 alfiere del bianco · h3 re del bianco | 6 |
| 5 | b8 alfiere del nero · b6 cavallo del bianco · g6 pedone del bianco · h6 re del nero · a3 alfiere del bianco · h3 re del bianco | b8 alfiere del nero · b6 cavallo del bianco · g6 pedone del bianco · h6 re del nero · a3 alfiere del bianco · h3 re del bianco | b8 alfiere del nero · b6 cavallo del bianco · g6 pedone del bianco · h6 re del nero · a3 alfiere del bianco · h3 re del bianco | b8 alfiere del nero · b6 cavallo del bianco · g6 pedone del bianco · h6 re del nero · a3 alfiere del bianco · h3 re del bianco | b8 alfiere del nero · b6 cavallo del bianco · g6 pedone del bianco · h6 re del nero · a3 alfiere del bianco · h3 re del bianco | b8 alfiere del nero · b6 cavallo del bianco · g6 pedone del bianco · h6 re del nero · a3 alfiere del bianco · h3 re del bianco | b8 alfiere del nero · b6 cavallo del bianco · g6 pedone del bianco · h6 re del nero · a3 alfiere del bianco · h3 re del bianco | b8 alfiere del nero · b6 cavallo del bianco · g6 pedone del bianco · h6 re del nero · a3 alfiere del bianco · h3 re del bianco | 5 |
| 4 | b8 alfiere del nero · b6 cavallo del bianco · g6 pedone del bianco · h6 re del nero · a3 alfiere del bianco · h3 re del bianco | b8 alfiere del nero · b6 cavallo del bianco · g6 pedone del bianco · h6 re del nero · a3 alfiere del bianco · h3 re del bianco | b8 alfiere del nero · b6 cavallo del bianco · g6 pedone del bianco · h6 re del nero · a3 alfiere del bianco · h3 re del bianco | b8 alfiere del nero · b6 cavallo del bianco · g6 pedone del bianco · h6 re del nero · a3 alfiere del bianco · h3 re del bianco | b8 alfiere del nero · b6 cavallo del bianco · g6 pedone del bianco · h6 re del nero · a3 alfiere del bianco · h3 re del bianco | b8 alfiere del nero · b6 cavallo del bianco · g6 pedone del bianco · h6 re del nero · a3 alfiere del bianco · h3 re del bianco | b8 alfiere del nero · b6 cavallo del bianco · g6 pedone del bianco · h6 re del nero · a3 alfiere del bianco · h3 re del bianco | b8 alfiere del nero · b6 cavallo del bianco · g6 pedone del bianco · h6 re del nero · a3 alfiere del bianco · h3 re del bianco | 4 |
| 3 | b8 alfiere del nero · b6 cavallo del bianco · g6 pedone del bianco · h6 re del nero · a3 alfiere del bianco · h3 re del bianco | b8 alfiere del nero · b6 cavallo del bianco · g6 pedone del bianco · h6 re del nero · a3 alfiere del bianco · h3 re del bianco | b8 alfiere del nero · b6 cavallo del bianco · g6 pedone del bianco · h6 re del nero · a3 alfiere del bianco · h3 re del bianco | b8 alfiere del nero · b6 cavallo del bianco · g6 pedone del bianco · h6 re del nero · a3 alfiere del bianco · h3 re del bianco | b8 alfiere del nero · b6 cavallo del bianco · g6 pedone del bianco · h6 re del nero · a3 alfiere del bianco · h3 re del bianco | b8 alfiere del nero · b6 cavallo del bianco · g6 pedone del bianco · h6 re del nero · a3 alfiere del bianco · h3 re del bianco | b8 alfiere del nero · b6 cavallo del bianco · g6 pedone del bianco · h6 re del nero · a3 alfiere del bianco · h3 re del bianco | b8 alfiere del nero · b6 cavallo del bianco · g6 pedone del bianco · h6 re del nero · a3 alfiere del bianco · h3 re del bianco | 3 |
| 2 | b8 alfiere del nero · b6 cavallo del bianco · g6 pedone del bianco · h6 re del nero · a3 alfiere del bianco · h3 re del bianco | b8 alfiere del nero · b6 cavallo del bianco · g6 pedone del bianco · h6 re del nero · a3 alfiere del bianco · h3 re del bianco | b8 alfiere del nero · b6 cavallo del bianco · g6 pedone del bianco · h6 re del nero · a3 alfiere del bianco · h3 re del bianco | b8 alfiere del nero · b6 cavallo del bianco · g6 pedone del bianco · h6 re del nero · a3 alfiere del bianco · h3 re del bianco | b8 alfiere del nero · b6 cavallo del bianco · g6 pedone del bianco · h6 re del nero · a3 alfiere del bianco · h3 re del bianco | b8 alfiere del nero · b6 cavallo del bianco · g6 pedone del bianco · h6 re del nero · a3 alfiere del bianco · h3 re del bianco | b8 alfiere del nero · b6 cavallo del bianco · g6 pedone del bianco · h6 re del nero · a3 alfiere del bianco · h3 re del bianco | b8 alfiere del nero · b6 cavallo del bianco · g6 pedone del bianco · h6 re del nero · a3 alfiere del bianco · h3 re del bianco | 2 |
| 1 | b8 alfiere del nero · b6 cavallo del bianco · g6 pedone del bianco · h6 re del nero · a3 alfiere del bianco · h3 re del bianco | b8 alfiere del nero · b6 cavallo del bianco · g6 pedone del bianco · h6 re del nero · a3 alfiere del bianco · h3 re del bianco | b8 alfiere del nero · b6 cavallo del bianco · g6 pedone del bianco · h6 re del nero · a3 alfiere del bianco · h3 re del bianco | b8 alfiere del nero · b6 cavallo del bianco · g6 pedone del bianco · h6 re del nero · a3 alfiere del bianco · h3 re del bianco | b8 alfiere del nero · b6 cavallo del bianco · g6 pedone del bianco · h6 re del nero · a3 alfiere del bianco · h3 re del bianco | b8 alfiere del nero · b6 cavallo del bianco · g6 pedone del bianco · h6 re del nero · a3 alfiere del bianco · h3 re del bianco | b8 alfiere del nero · b6 cavallo del bianco · g6 pedone del bianco · h6 re del nero · a3 alfiere del bianco · h3 re del bianco | b8 alfiere del nero · b6 cavallo del bianco · g6 pedone del bianco · h6 re del nero · a3 alfiere del bianco · h3 re del bianco | 1 |
|   | a | b | c | d | e | f | g | h |   |

Soluzione: